# Héctor Miguel Morales
Héctor Morales Llanas (San Nicolás de los Garza, Nuevo León, México, 3 de mayo de 1985), es un exfutbolista mexicano. 

## Trayectoria
Mide 1,88 m y pesa 78 kg. Equilibra la posición de medio y defensa. Jugador salido de las Fuerzas Básicas del Monterrey. Inició en el circuito del Fútbol Mexicano con el equipo Cobras de Cd. Juárez durante los torneos de Apertura 2004-2005 y Clausura 2004-2005. Al ver el buen funcionamiento en la cancha, el equipo que lo vio crecer lo llamó para formar parte del primer equipo Club de Fútbol Monterrey. Su debut en el Máximo Circuito del Fútbol Profesional fue un partido de Monterrey-Atlante el 26 de agosto de 2006.
Un año después, debido a una lesión, se vio obligado abandonar el equipo y formar parte del Club de fútbol Real de Colima de la Primera División A, equipo en el que sumó 2250 minutos de juego entre el Apertura 2007-2008 y Clausura 2007-2008.
Después de la recuperación y el buen desempeño, fue llamado nuevamente por su equipo Club de Fútbol Monterrey en el que a base de empeño y buen fútbol, ha sido tomado en cuenta para ser uno de los hombres más frecuentes en el cuadro titular Víctor Manuel Vucetich.
Llega con nuevos equipos al Club de Fútbol Atlante, siguiendo con Lobos de la BUAP siendo compañero de Othoniel Arce se reencuentran.

## Palmarés
| Título                           | Club      | País           | Año  |
| -------------------------------- | --------- | -------------- | ---- |
| Liga MX                          | Monterrey | México         | 2009 |
| Interliga                        | Monterrey | Estados Unidos | 2010 |
| Liga MX                          | Monterrey | México         | 2010 |
| Liga de Campeones de la Concacaf | Monterrey | Estados Unidos | 2011 |
| Liga de Campeones de la Concacaf | Monterrey | México         | 2012 |
| Liga de Campeones de la Concacaf | Monterrey | México         | 2013 |
| Ascenso MX                       | FC Juárez | México         | 2015 |